# Château de Morigny
Le château de Morigny est un édifice situé sur le territoire de la commune de Morigny-Champigny dans le département français de l'Essonne.

## Histoire
Le château actuel date de la fin du XVIIIe siècle. 
Le château fait l'objet d'une inscription au titre des monuments historiques depuis le 9 septembre 1965 : sont cités le château et le parc sauf les communs.
Le château est légué à la Sorbonne mais est revendu du fait du coût d'entretien du domaine. En 2008, la majeure partie du parc est vendue à la commune.